# Courchevel

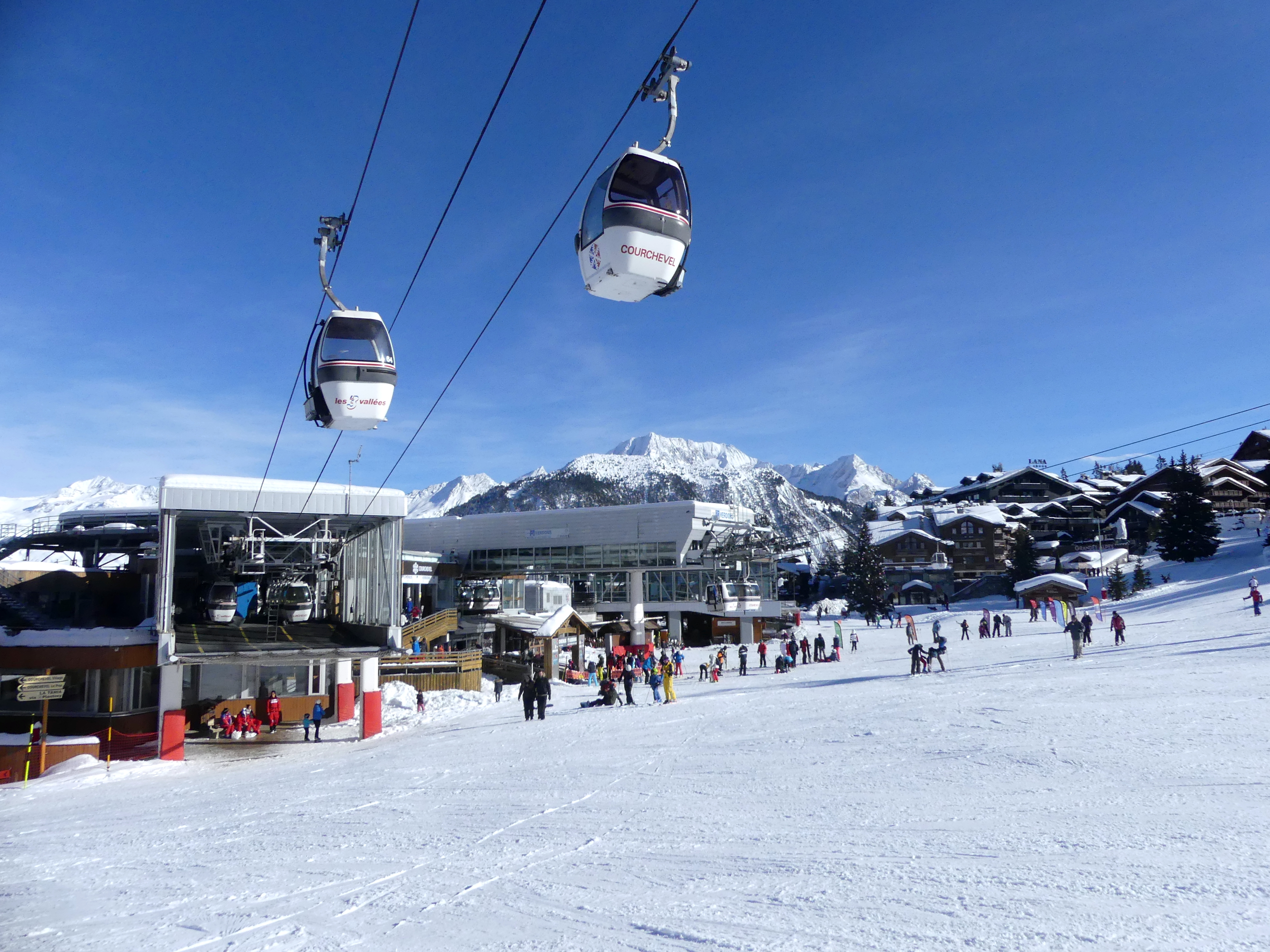
Vista do teleférico Courchevel 1850 Chenus e da frente de neve

Courchevel é uma estação de esqui situada no departamento da Saboia, nos Alpes franceses, e parte de Les Trois Vallées, a maior área esquiável interligada do mundo. É servida pelo altiporto de Courchevel.
Courchevel refere-se às cidades de Courchevel 1300 (Le Praz), Courchevel 1550, Courchevel 1650 (Moriond) e Courchevel 1850, batizadas pelas suas altitudes em metros. As cidades tornam-se mais exclusivas e elegantes à medida que se sobe a montanha, com preços de propriedades na cidade de 1850 significativamente mais elevados do que os de Le Praz, 1550 ou 1650. O vale de Courchevel ainda compreende a cidade de La Tania, construída para abrigar os competidores dos Jogos Olímpicos de Inverno de 1992, em Albertville. Le Praz acolheu a prova de salto de esqui naquele ano.
A cidade de 1550 atrai principalmente famílias, enquanto 1650 tem uma atmosfera mais jovem e festeira e 1850 é a destinação dos ricos e famosos deste mundo, com diversos hotéis 5 estrelas, chalés multimilionários e dois restaurante 2 estrelas Michelin, o Chabichou e o Bateu Ivre.